# Schaktvagn

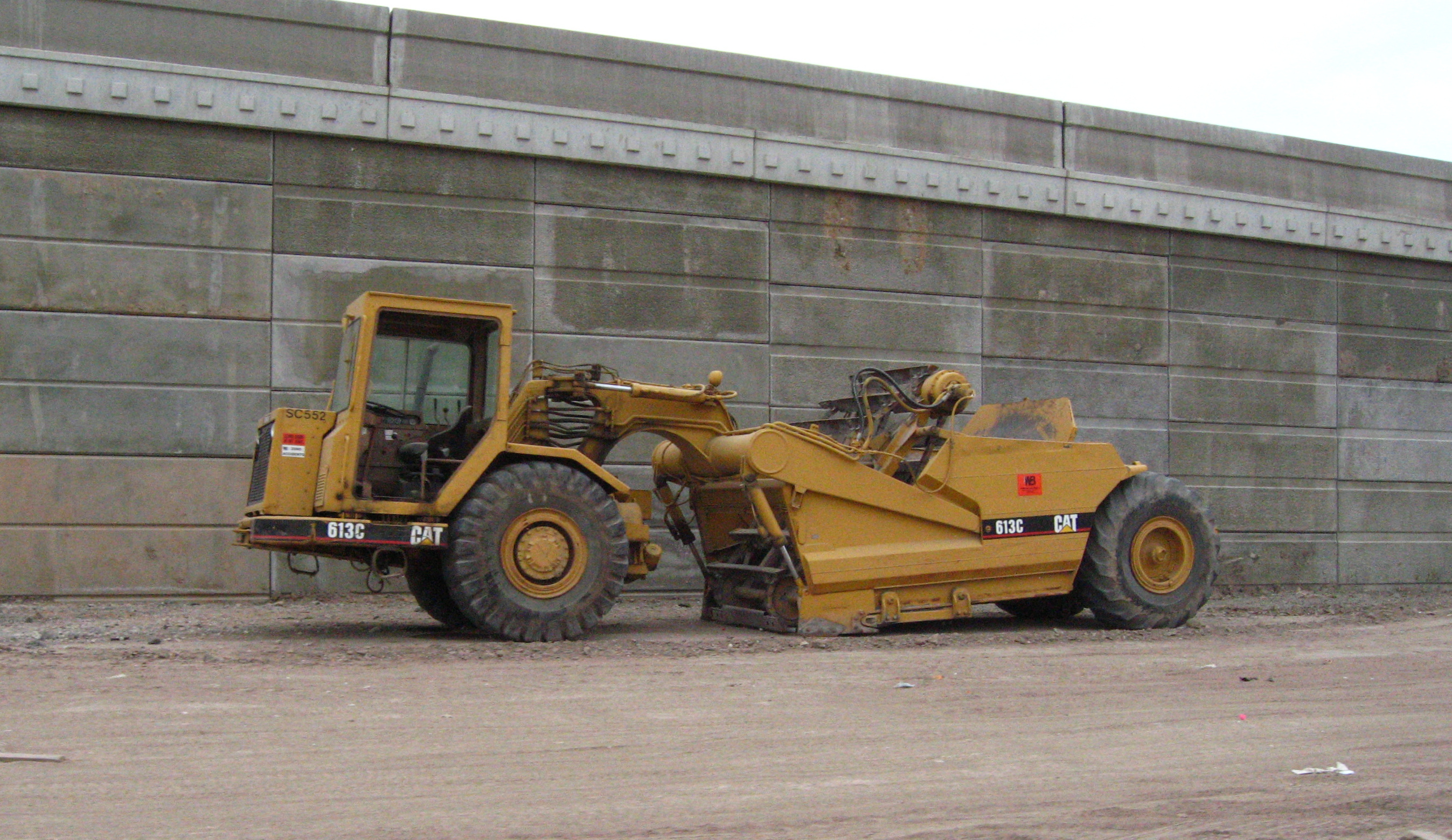
Caterpillar 613C Schaktvagn under schaktarbeten på Interstate 10 i Houston, Texas

En schaktvagn är en typ av anläggningsmaskin som kombinerar väghyvelns och dumperns funktion i samma maskin. Schaktvagnar används huvudsakligen för att förflytta stora mängder jord en kort sträcka för att sedan schakta ut den. Maskintypen är ovanlig i Sverige men har använts under utbyggnaden av vattenkraftverk, för de stora schaktarbetena som krävdes för att anlägga jordfyllnadsdammar.